# Gerry Rafferty
Gerald "Gerry" Rafferty (16 de abril de 1947 – 4 de janeiro de 2011) foi um cantor, compositor, músico e produtor musical escocês. Ele foi um dos membros fundadores do Stealers Wheel, cujo maior sucesso foi "Stuck in the Middle with You", em 1973. Seus sucessos solo no final da década de 1970 incluem "Baker Street", "Right Down the Line" e "Night Owl".
Rafferty nasceu em uma família da classe trabalhadora em Paisley, Renfrewshire, Escócia. Sua mãe lhe ensinou canções folclóricas irlandesas e escocesas quando ele era menino; mais tarde, ele foi influenciado pela música dos Beatles e Bob Dylan. Ele se juntou ao grupo folk-pop Humblebums (do qual Billy Connolly era membro) em 1969. Depois que eles se separaram em 1971, ele gravou seu primeiro álbum solo, Can I Have My Money Back? Rafferty e Joe Egan formaram o grupo Stealers Wheel em 1972. Em 1978, ele gravou seu segundo álbum solo, City to City. Bebedor inveterado durante grande parte da vida, Rafferty morreu de insuficiência hepática em 2011.

## Biografia

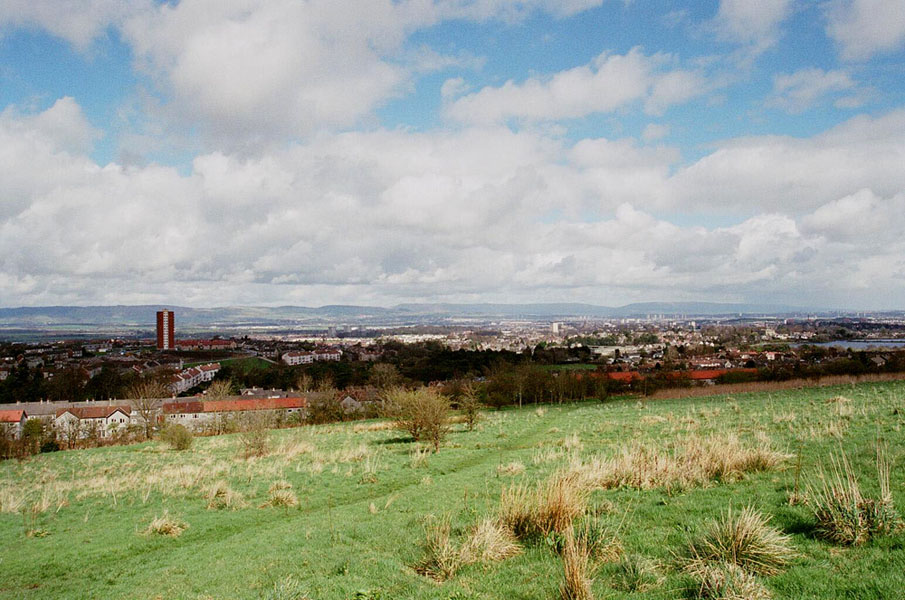
Foxbar em Paisley, Renfrewshire, onde Rafferty cresceu

Rafferty nasceu em 1947 em uma família da classe trabalhadora de origem católica irlandesa em Underwood Lane em Paisley,  filho e neto de mineiros de carvão.  Filho de Joseph Rafferty e Mary Skeffington,  ele tinha dois irmãos. 
Rafferty cresceu em uma council house no Ferguslie Park da cidade, em Underwood Lane, e foi educado na St Mirin's Academy.  Seu pai, de origem irlandesa, era alcoólatra, mineiro e motorista de caminhão que morreu quando Rafferty tinha 16 anos.  Rafferty aprendeu canções folclóricas irlandesas e escocesas quando menino. Ele lembrou: "Meu pai era irlandês, então, crescendo em Paisley, eu ouvia todas essas canções quando tinha dois ou três anos. Canções como "She Moves Through the Fair", que minha mãe canta lindamente. E um conjunto completo de canções tradicionais irlandesas e escocesas".   Fortemente influenciado pela música folk e pela música dos Beatles e Bob Dylan, Rafferty começou a escrever seu próprio material. 

## Carreira musical
Rafferty deixou a Academia St Mirin em 1963. Depois, trabalhou em um açougue, como funcionário público e em uma sapataria. No entanto, ele explicou em uma entrevista: "Mas nunca houve nada além de música para mim. Nunca tive a intenção de fazer carreira em nenhum dos trabalhos que fiz."  Nos fins de semana, ele e um colega de classe, o futuro colaborador do Stealers Wheel, Joe Egan, tocavam em um grupo local chamado Maverix, principalmente fazendo covers de músicas de grupos como os Beatles e os Rolling Stones .  Em meados da década de 1960, Rafferty ganhou dinheiro, por um tempo, tocando nas ruas do metrô de Londres. Em 1966, Rafferty e Egan eram membros da banda Fifth Column. O grupo lançou o single "Benjamin Day"/"There's Nobody Here" (Columbia 8068), mas não foi um sucesso comercial. 

### The Humblebums e Stealers Wheel

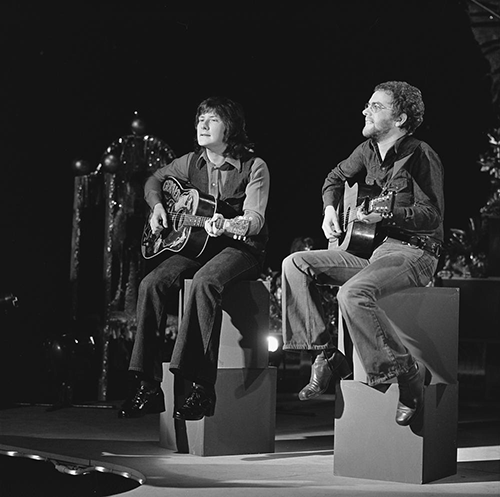
Rafferty (à esquerda) com Stealers Wheel no TopPop (1973), programa de TV holandês

Em 1969, Rafferty se tornou o terceiro membro de um grupo folk-pop, o Humblebums, junto com o comediante Billy Connolly e Tam Harvey. Harvey saiu logo depois, e Rafferty e Connolly continuaram como uma dupla, gravando mais dois álbuns pela Transatlantic Records. Uma apresentação em 1970 no Royal Festival Hall, apoiando Fotheringay com Nick Drake, recebeu uma crítica positiva do crítico Karl Dallas, que observou que todos os três atos mostraram "promessa em vez de cumprimento" e observou que "as canções de Gerry Rafferty têm a doce ternura de Paul McCartney em seu humor 'Yesterday'".  Em seus próprios shows de stand-up, Connolly frequentemente relembra esse período, contando como Rafferty o fazia rir e descrevendo as coisas malucas que eles faziam durante as turnês. Certa vez, Rafferty decidiu consultar a lista telefônica de Berlim para ver se havia algum Hitler listado. 
Depois que a dupla se separou em 1971, o proprietário da Transatlantic , Nathan Joseph, contratou Rafferty como artista solo. Rafferty gravou seu primeiro álbum solo, Can I Have My Money Back?, com Hugh Murphy, um produtor da gravadora.  A Billboard elogiou o álbum como "folk-rock de alta qualidade", descrevendo-o como o "melhor trabalho" de Rafferty até o momento: "Suas músicas são ricas e memoráveis, com um charme inegável que certamente o levará ao álbum e muito possivelmente às paradas de singles em breve".  Embora o álbum tenha sido um sucesso de crítica, ele não obteve sucesso comercial. De acordo com a filha de Rafferty, Martha, foi nessa época que seu pai descobriu, por acaso, o livro clássico de Colin Wilson, The Outsider, sobre alienação e criatividade, que se tornou uma grande influência tanto em suas composições quanto em sua visão de mundo: "As ideias e referências contidas naquele livro iriam sustentá-lo e inspirá-lo pelo resto de sua vida."  Rafferty confirmou mais tarde que a alienação era o "tema persistente" de suas canções;   "Para cada um e todos", de Can I Have My Money Back? , foi um exemplo antigo.
Em 1972, tendo ganhado alguma veiculação nas rádios com sua gravação "Make You, Break You" pela Signpost, Rafferty se juntou a Egan para formar o Stealers Wheel e gravou três álbuns com os compositores e produtores americanos Leiber & Stoller. O grupo foi assolado por disputas legais, mas teve um grande sucesso com "Stuck in the Middle with You", que recebeu aclamação da crítica e sucesso comercial: um artigo de 1975 na Sounds o descreveu como "uma espécie de cruzamento entre Beatles de marca branca e punk Dylan, mas com um sabor celta único que marcou todo o seu trabalho".  Vinte anos depois, a música foi usada com destaque no filme Reservoir Dogs de 1992; Rafferty se recusou a conceder permissão para seu relançamento.  Stealers Wheel também produziu os 50 maiores sucessos, "Everyone's Agreed That Everything Will Turn Out Fine", seguido por "Star", e houve outras sugestões da crescente alienação de Rafferty em faixas como "Outside Looking In" e "Who Cares". A dupla se separou em 1975. 

### City to CityeNight Owl
Problemas legais após a separação do Stealers Wheel significaram que, por três anos, Rafferty não conseguiu lançar nenhum material.  Depois que as disputas foram resolvidas em 1978, ele gravou seu segundo álbum solo, City to City, com o produtor Hugh Murphy, que incluía a música com a qual ele continua mais identificado, "Baker Street". De acordo com Murphy, entrevistado pela Billboard em 1993, ele e Rafferty tiveram que implorar à gravadora, United Artists, para lançar "Baker Street" como single: "Eles realmente disseram que era bom demais para o público."  O single alcançou a posição #3 no Reino Unido e #2 nos EUA.  O álbum vendeu mais de 5,5 milhões de cópias, superando a trilha sonora de Saturday Night Fever nos EUA em 8 de julho de 1978.  Rafferty considerou este seu primeiro gostinho de sucesso, como ele disse à Melody Maker no ano seguinte: "...todos os discos que já fiz antes foram fracassos. Stealers Wheel foi um fracasso. 'Can I Have My Money Back?' foi um fracasso. The Humblebums foi um fracasso... Minha vida não depende da quantidade de pessoas que compram meus discos." 

"Baker Street" apresenta um riff de saxofone tocado por Raphael Ravenscroft, embora as origens do solo tenham sido contestadas.    Como a cantora relembrou em uma entrevista de 1988 com Colin Irwin:
Quando escrevi a música, vi aquela parte como uma parte instrumental, mas não sabia o quê. Tentamos guitarra elétrica, mas soou fraco, e tentamos outras coisas, e acho que foi sugestão do Hugh Murphy que tentássemos saxofone.
Em uma entrevista de 2006 ao The Times, Ravenscroft disse que lhe foi apresentada uma música que continha "várias lacunas":
Se você está me perguntando: "O Gerry me deu uma peça musical para tocar?", então não, ele não deu. Na verdade, a maior parte do que eu toquei foi um riff antigo de blues.
Em sua entrevista com Colin Irwin, Rafferty contestou isso e disse que Ravenscroft havia sido sua segunda escolha para tocar o solo de saxofone, depois de Pete Zorn, que não estava disponível: "A única confusão na época que eu não gostei muito foi o fato de que muitas pessoas acreditaram que a linha foi escrita por Raphael Ravenscroft, o saxofonista, mas era minha linha. Eu cantei para ele."  Quando uma versão remasterizada de City to City foi lançada em 2011, ela incluiu a versão original de demonstração de guitarra elétrica da música como uma faixa bônus, confirmando a autoria de Rafferty do riff (que aparece na demo nota por nota, como um solo de guitarra elétrica). Nas notas do encarte do álbum, o amigo de longa data e colaborador de Rafferty, Rab Noakes, comentou:
Esperemos que [a demo de Baker Street] finalmente silencie todos que continuam afirmando que o saxofonista criou a melodia. Não foi ele. Ele simplesmente desrespeitou o que lhe foi dito pela pessoa que a compôs, Gerry Rafferty.
Michael Gray, ex-empresário de Rafferty, concordou:
A prova audível está nas demos de que o próprio Rafferty criou o riff e o colocou dentro da estrutura da música exatamente onde ele terminou.
"Baker Street" continua sendo um pilar da transmissão de soft-rock nas rádios  e, em outubro de 2010, foi reconhecida pela BMI por ultrapassar 5 milhões de reproduções em todo o mundo. "Stuck in the Middle With You" recebeu mais de 4 milhões de reproduções em todo o mundo, e "Right Down The Line" teve mais de 3 milhões de reproduções.  Em uma entrevista de 2003 com o The Sun (Escócia), Rafferty comentou sobre o quão lucrativa sua maior música havia sido: "Baker Street ainda me rende cerca de £80.000 por ano. Tem sido uma grande fonte de renda para mim. Devo admitir, eu poderia viver só dessa música."   Rafferty detestou a versão cover de dance music de 1992 de "Baker Street" do Undercover, descrevendo-a como "terrível, totalmente banal - é um triste sinal dos tempos".  Mas isso lhe rendeu mais £1,5 milhões, vendendo cerca de três milhões de cópias na Europa e na América. Ele nunca permitiu que “Baker Street” fosse usada para publicidade, apesar das ofertas lucrativas. 
"Right Down the Line" foi o segundo single de City to City. A música alcançou a 12ª posição na parada Billboard Hot 100 e a 1ª posição na parada Hot Adult Contemporary Tracks nos EUA. Permaneceu no topo da parada adulta contemporânea por quatro semanas não consecutivas. O terceiro single do álbum, "Home and Dry", alcançou a posição 28 no Top 40 dos EUA no início de 1979. 

A letra de "Baker Street" refletia o desencanto de Rafferty com certos elementos da indústria musical. Isto foi elaborado pelo jornalista musical Paul Gambaccini para a BBC World News: 
Sua música "Baker Street" falava sobre o quão desconfortável ele se sentia no sistema de estrelas, e, veja só, foi um grande sucesso mundial. O álbum "City to City" chegou ao primeiro lugar nos Estados Unidos, e de repente ele descobriu que, como resultado de seu protesto, era uma estrela maior do que nunca. E agora ele tinha mais daquilo de que não gostava. E embora ele tivesse mais alguns singles de sucesso nos Estados Unidos, em 1980 tudo estava basicamente acabado, e quando digo "tudo", quero dizer basicamente sua carreira, porque ele simplesmente não se sentia confortável com isso.
O próximo álbum de Rafferty, Night Owl, também foi bem. O guitarrista Richard Thompson tocou na faixa "Take The Money and Run", e a faixa-título foi um hit número 5 no Reino Unido em 1979. "Days Gone Down" alcançou a posição 17 nos EUA. O single seguinte "Get It Right Next Time" chegou ao Top 40 do Reino Unido e dos EUA. 

### Snakes and Ladders,SleepwalkingeNorth and South
Álbuns subsequentes, como Snakes and Ladders (1980), Sleepwalking (1982) e North and South (1988), não tiveram tanto sucesso, talvez devido em parte à relutância de longa data de Rafferty em se apresentar ao vivo, com a qual ele se sentia desconfortável. 
Em 1980, Rafferty e Murphy produziram um disco para Richard e Linda Thompson; embora nunca lançado, acabou evoluindo para o álbum Shoot Out the Lights. 
Em seu próximo álbum, Sleepwalking (1982), Rafferty adotou uma abordagem muito diferente para seu trabalho. Christopher Neil substituiu Hugh Murphy, o produtor habitual de Rafferty, introduzindo sintetizadores e baterias eletrônicas que dão ao álbum um som mais pesado e menos acústico, e aparentemente evitando os arranjos ricos em detalhes, típicos dos três discos anteriores de Rafferty. De acordo com Murphy, entrevistado uma década depois: "Gerry tinha feito três álbuns seguidos e acho que ele estava bastante cansado naquela época e sentindo a pressão e ele apenas pensou: 'Bem, vou tentar outra abordagem', o que é compreensível".  Em vez de uma pintura de capa e letras feitas à mão por John Patrick Byrne, que ilustrou todos os álbuns anteriores do Rafferty and Stealers Wheel, Sleepwalking apresentou uma fotografia simples e austera de uma estrada vazia se estendendo até o céu. Também houve mudanças nas músicas. As letras profundamente introspectivas de Sleepwalking sugerem que Rafferty encontrou um sucesso longe de ser glamoroso: faixas como "Standing at the Gates", "Change of Heart" e "The Right Moment" sugerem que o cantor estava exausto, esgotado e buscando desesperadamente uma nova direção — e continuou seu antigo tema de alienação. As notas do encarte do álbum de compilação Right Down the Line (preparado com a estreita colaboração de Rafferty  ) confirmaram isso vários anos depois, observando que o cantor estava agora "se encontrando em uma encruzilhada e procurando substituir a esteira por uma nova dimensão em sua vida". 
Rafferty cantou a canção escrita por Mark Knopfler "The Way It Always Starts" (1983) na trilha sonora do filme Local Hero.  Também em 1983, Rafferty anunciou sua intenção de fazer uma pausa e dedicar mais tempo à família: "Percebi que, desde Baker Street, eu estava viajando pelo mundo, viajando por todos os lugares e não vendo lugar nenhum. O que quer que eu faça no futuro, será no meu próprio ritmo, nos meus próprios termos." 
Baseado na Tye Farm do século XVI  em Hartfield, perto da fronteira Kent-Sussex, Rafferty instalou portões elétricos para proteger sua privacidade, construiu um estúdio de gravação e trabalhou principalmente sozinho  ou com Murphy.    Em 1987, Rafferty e Murphy co-produziram o primeiro single de sucesso do The Proclaimers no Reino Unido, "Letter from America". 
De acordo com sua ex-esposa Carla, que desencorajava as visitas: "Ele estava apenas ganhando tempo. Talvez algum novo projeto surgisse de repente, mas eu sabia que ele havia cruzado a linha no que diz respeito à indústria fonográfica."  Seu próximo álbum, North and South, foi lançado em 1988. Em uma entrevista naquele ano com Colin Irwin para promover o álbum, Rafferty mencionou que estava interessado em fazer mais trabalho de produção e escrever trilhas sonoras de filmes, e até mesmo lançou a ideia de escrever um musical sobre a vida de Robert Louis Stevenson.  As críticas ao álbum foram mistas. No The Times, o crítico David Sinclair foi particularmente mordaz: "Em North and South, parece que ele pediu uma carona até um bar falso texano em algum lugar de sua Escócia natal. Há uma insulsidade do meio do Atlântico escondida por trás do verniz de raízes rococó." 
No início da década de 1990, Rafferty gravou uma versão cover da canção de Bob Dylan "The Times They Are a-Changin'" com Barbara Dickson, que contribuiu com backing vocals para City to City e Night Owl. A faixa apareceu nos álbuns de Dickson Don't Think Twice It's All Right (1992) e The Barbara Dickson Collection (2006). 

### On a Wing and a PrayereOver My Head
Rafferty lançou mais dois álbuns na década de 1990, no que o músico Tom Robinson mais tarde descreveu como "um grande retorno à forma".  On a Wing and a Prayer (1992) o reuniu com seu parceiro do Stealers Wheel, Egan, em várias faixas. Incluía três faixas coescritas com o irmão de Rafferty, Jim, também cantor e compositor, que havia assinado contrato com a Decca Records na década de 1970. Rafferty gravou uma nova versão de sua música "Her Father Didn't Like Me Anyway", do Humblebums, no álbum Over My Head (1994). Esses foram os dois últimos discos que Rafferty produziu com Hugh Murphy, que morreu em 1998. Segundo o guitarrista Hugh Burns, a morte de Murphy foi "um grande golpe para Gerry"  e marcou o fim de uma parceria criativa que durou quase 30 anos. 

### Another World
No final da década de 1990, novas tecnologias permitiram que Rafferty se distanciasse ainda mais da abordagem convencional da indústria musical e trabalhasse inteiramente em seus próprios termos. Agora baseado em Londres, ele contratou o engenheiro de som Giles Twigg para montar um estúdio de gravação móvel Digidesign e, com a ajuda de Twigg, gravou o álbum Another World em Londres, Escócia, Barbados, França e Itália com colaboradores de álbuns anteriores, incluindo Hugh Burns, Mark Knopfler, Kenny Craddock e Mo Foster.   Por meio de sua empresa Icon Music, Rafferty promoveu e vendeu o álbum de forma independente em um site criado especificamente para esse fim. 
Another World, lançado em 2000, estava originalmente disponível apenas por meio de pedido direto em seu site,  mas desde 2003 está disponível pelo selo Hypertension. Another World, quase uma obra esotérica, também com a ajuda de Mark Knopfler e Egan, contou com uma capa de álbum ilustrada por John Byrne, que também ilustrou as capas de Can I Have My Money Back? , City to City, Night Owl e Snakes and Ladders, e todos os três álbuns do Stealers Wheel. Byrne também foi responsável por um dos bens mais valiosos de Rafferty: um violão acústico Martin pintado à mão com seu retrato e o nome "Gerry Rafferty", que aparece em muitas fotos do cantor.  
Another World marcou uma nova jornada para a cantora. Como ele explicou em um comunicado à imprensa anunciando o novo disco em novembro de 2000: "Meu coração e minha alma se dedicaram a este álbum e, ao lançá-lo desta forma, minha influência criativa não foi diluída de forma alguma."  Finalmente, graças à Internet, parecia que Rafferty não precisava mais da indústria musical: a tecnologia estava permitindo que ele colocasse sua música diretamente nas mãos de um público apreciativo. Rafferty sentiu que havia amadurecido como artista, como disse ao Evening Standard na época do lançamento: "Na minha idade, não quero falar com executivos de gravadoras de 23 anos que estão apenas tentando vender seus produtos para jovens de 19 anos. Sou mais velho e meu público é mais velho. Eles saberão onde me encontrar." Na mesma entrevista, ele disse que todo o disco foi feito por aproximadamente £200.000, com metade gasta em viagens, o sistema de gravação custando £75.000 e o site e o marketing adicionando £25.000. 
Rafferty manteve seu entusiasmo por essa nova abordagem de gravação pelos três anos seguintes. Em uma postagem de blog datada de 31 de março de 2004, ele escreveu: "Vamos voltar à música: afinal, essa é a única razão pela qual este site foi criado." Outra postagem anunciou que Rafferty começaria a lançar músicas regularmente como downloads gratuitos: "Na verdade, Gerry poderia lançar uma nova faixa a cada duas semanas ou mais. Manteremos vocês informados sobre os desenvolvimentos conforme eles acontecerem."  No entanto, apenas algumas faixas foram lançadas, e o site acabou fechando sem nenhuma explicação. 

### Life Goes On
Em novembro de 2009, Rafferty lançou o que seria seu último álbum, Life Goes On. Isso foi novamente no selo musical Hypertension. Com 18 faixas, o álbum contém seis novas gravações, covers de canções de Natal, além de algumas músicas tradicionais que estavam disponíveis anteriormente no site de Gerry Rafferty. As faixas restantes são faixas remasterizadas de seus três álbuns anteriores. 

### Lançamentos póstumos
A morte de Rafferty em janeiro de 2011 reacendeu o interesse pelo trabalho do cantor. Sua filha Martha relançou o antigo site de Rafferty, gerryrafferty.com, com uma discografia completa, fotos raras e novas artes de John Byrne. Ela retratou seu pai como um autodidata com uma "ética de trabalho incrivelmente forte" e paixão por livros ("Havia literalmente paredes inteiras de estantes de livros em casa e ele lia cada palavra. Principalmente filosofia, arte, religião, psicologia e muitas biografias."). 
Em setembro de 2011, a EMI lançou uma edição remasterizada de colecionador de City to City, contendo versões demo inéditas de "Baker Street", "Mattie's Rag", "City to City" e outras faixas do álbum. 
Outros artistas continuam a se inspirar no trabalho de Rafferty. Em 2012, a Cuillin Recordings lançou Paisley Spin, um remix de três faixas de Can I Have My Money Back? pelo artista de celtic fusion Martyn Bennett. Bonnie Raitt gravou uma versão reggae de "Right Down the Line" para seu álbum Slipstream, lançado em 10 de abril de 2012. Barbara Dickson lançou um álbum tributo de 13 canções de Rafferty, To Each and Everyone: The Songs of Gerry Rafferty, em setembro de 2013, incluindo versões cover de "Baker Street", "The Ark" e "Steamboat Row". 
Em 3 de setembro de 2021, a Parlophone UK lançou Rest in Blue, um álbum no qual Martha Rafferty completou um projeto iniciado por seu pai a partir de demos deixadas por Rafferty. A coleção de demos de blues, rock e folk havia sido planejada para um novo álbum antes de sua morte. 

## Atitude em relação à indústria musical
Rafferty fez uma distinção clara entre a integridade artística de um músico, por um lado, e a necessidade da indústria musical de criar celebridades e vender produtos, por outro. Em uma entrevista com Colin Irwin em 1988, ele disse: "Há uma linha tênue entre ser um compositor e um cantor e ser uma personalidade... Se você se sente desconfortável com isso, não deveria fazer. Não é para mim — há muitas contradições inerentes."  Duas décadas depois, falando à imprensa após o funeral de Rafferty, Charlie Reid, do The Proclaimers, confirmou a antipatia de Rafferty pela celebridade: "Ele não se sentia totalmente confortável com a fama. Ainda mais do que a maioria das pessoas que trabalham neste negócio, ele não a via como algo bom."  Reid acreditava que Rafferty era fundamentalmente inadequado às pressões da celebridade: "Ele me pareceu um homem muito, muito sensível e, para alguém assim, a fama provavelmente não era apropriada."  Billy Connolly concorda que Rafferty tinha prioridades diferentes: "Eu queria sucesso e fama e consegui, até certo ponto. Gerry queria respeito. Ele queria que seu talento fosse respeitado. Ele queria que suas músicas fossem respeitadas. E ele certamente conseguiu isso." 
Geralmente um escritor autobiográfico,  Rafferty retornou a esse tema frequentemente, nas letras de canções do Stealers Wheel, como "Stuck in the Middle With You" e "Good Businessman", e posteriormente em faixas solo como "Take the Money and Run" (de Night Owl), "Welcome to Hollywood" (de Snakes and Ladders) e "Sleepwalking" (do álbum de mesmo nome). As notas do encarte do álbum de compilação Right Down the Line, escrito por Jerry Gilbert com a colaboração próxima de Rafferty, observam sua recusa consistente em fazer turnês pelos Estados Unidos e "geralmente 'jogar o jogo da indústria'".  Era irônico que Rafferty - um amante e colecionador de ícones religiosos, que mais tarde nomearia uma de suas editoras "Icon Music"  - também fosse um iconoclasta.  De acordo com Michael Gray, o empresário pessoal de Rafferty no auge de seu sucesso, ele recusou muitas oportunidades de trabalhar com outros artistas:  "... ele manteve um ceticismo saudável não apenas sobre a indústria musical, mas sobre a sociedade, dinheiro e política em geral. Sua formação estava imersa no socialismo escocês e na pobreza, sua mente afiada e sua personalidade ácida, e ele não se deixaria deslumbrar pelo glamour do sucesso." 
Rafferty nunca mudou de ideia sobre o mundo da música; na verdade, suas opiniões endureceram. Em 2000, ele disse ao Paisley Daily Express que o segundo álbum do Stealers Wheel, lançado em 1974, havia sido chamado de Ferguslie Park, em homenagem a uma área carente  de Paisley, "para ficar o mais longe possível de toda a besteira da indústria musical em Londres."  Monsenhor John Tormey, celebrando a missa fúnebre de Rafferty, sugeriu que a atitude do cantor em relação à fama era uma indicação de sua integridade espiritual: "Ele sempre buscou uma maneira mais autêntica de viver sua vida, evitando as armadilhas externas da celebridade para que pudesse viver como escolheu viver sua vida." 

## Vida pessoal

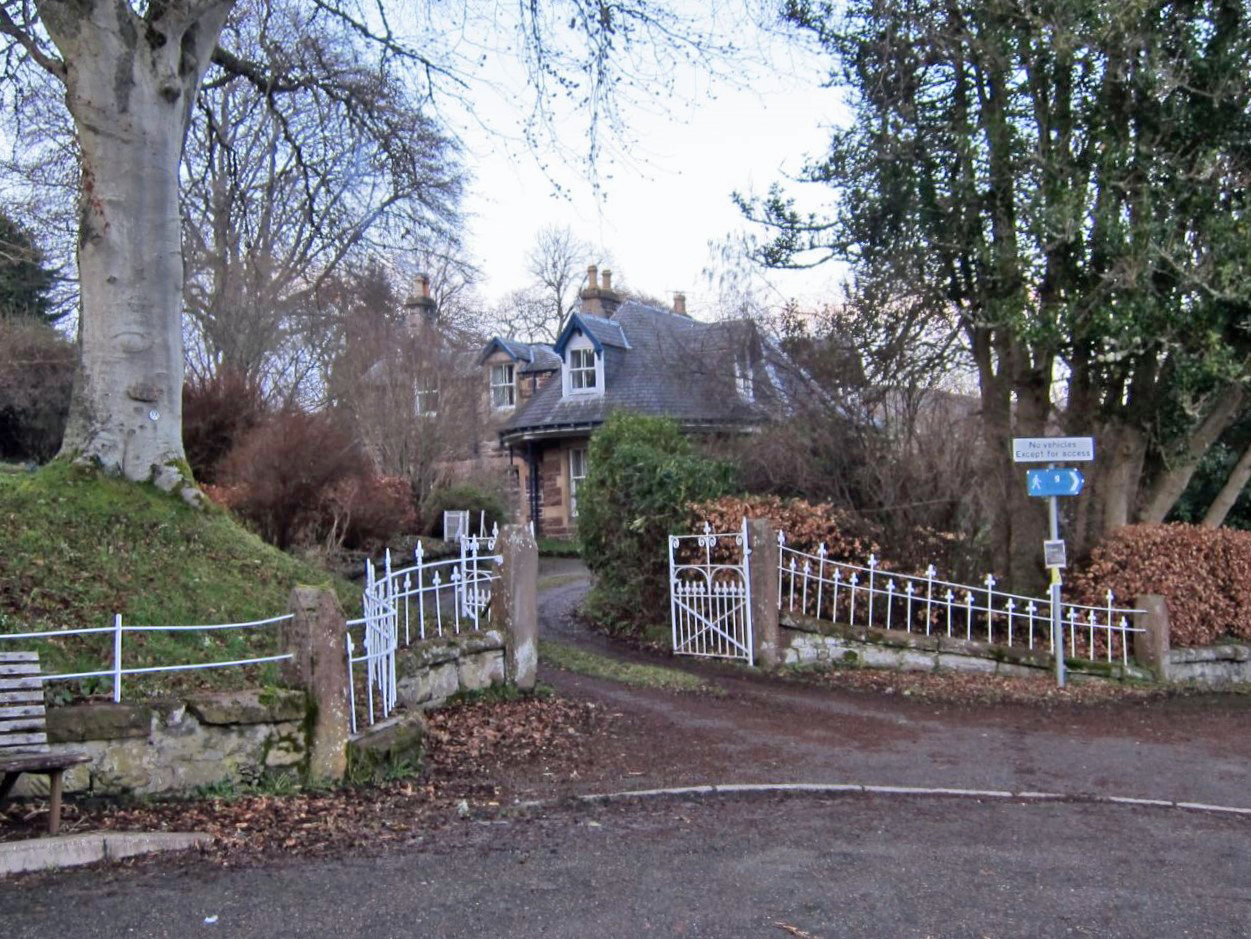
Eaglestone House em Strathpeffer

Em 1965, Rafferty, de 18 anos, conheceu Carla Ventilla, de 15 anos, uma aprendiz de cabeleireira de uma família italiana em Clydebank, em um salão de dança — uma história que ele mais tarde contou na música "Shipyard Town" em North and South . Eles se casaram em 1970 e viveram na Escócia com sua filha, Martha Mary, antes de se mudarem para o sul da Inglaterra no final da década de 1970,  onde dividiram seu tempo entre sua fazenda perto da fronteira Kent-Sussex e uma casa em Hampstead, Londres.  As longas viagens de Rafferty de Londres para a Escócia inspiraram algumas músicas do álbum City to City (incluindo a faixa-título e "Mattie's Rag", que relatava sua alegria em se reunir com sua filha), enquanto a mudança posterior para o sul inspirou "The Garden of England" (do álbum Snakes and Ladders) e algumas músicas de North and South . Rafferty e Ventilla se divorciaram em 1990.
Após a conclusão de Another World em 2000, Rafferty planejou voltar para a Escócia e comprou Eaglestone House,  "uma substancial mansão listada da década de 1860" na vila de Strathpeffer nas Terras Altas,  embora ele tenha vendido a propriedade dois anos depois e nunca tenha se mudado. 

### Alcoolismo
Rafferty gostava de álcool desde muito jovem,     e as primeiras canções, como "One Drink Down", "Baker Street" e "Night Owl", mencionam livremente o assunto. De acordo com Michael Gray, o empresário pessoal do cantor no início dos anos 1980: "Nunca me ocorreu, durante todo o tempo em que o conheci, que ele estava caminhando para o alcoolismo. Talvez eu devesse ter percebido, mas não percebi. Não tenho certeza se ele percebeu."  À medida que a década de 1980 avançava, o crescente problema com a bebida de Rafferty colocou seu casamento sob uma pressão impossível;  sua esposa se divorciou dele em 1990,  embora eles permanecessem próximos.  No final da década de 1980, Rafferty disse ao jornalista Colin Irwin: "Sempre fui muito consciente sobre manter um perfil discreto porque é assim que gosto de fazer isso. E também não pretendo ficar muito sob os olhos do público agora." 
Em 1995, Rafferty foi profundamente afetado pela morte de seu irmão mais velho, Joseph, um evento do qual a família e os amigos disseram que ele nunca se recuperou totalmente. 
Na última década de sua vida, tendo se esforçado para evitar a fama e a celebridade que acompanhavam suas realizações musicais, Rafferty se viu nas manchetes mais uma vez enquanto lutava contra o alcoolismo e a depressão e o comportamento cada vez mais errático que eles geravam.  Embora as notícias se concentrassem nas compulsões de Rafferty, elas não revelaram nada sobre o impacto que isso teve em sua família e amigos. Sua namorada, Enzina Fuschini, disse que: "sentiu que ele estava sob algum tipo de feitiço maligno. Ele se sentiu paralisado por isso... Eu vi um homem em desespero".  De acordo com a ex-esposa de Rafferty, Carla: "Não havia esperança. Eu nunca o teria deixado se houvesse um vislumbre de chance de ele se recuperar." 

### Desaparecimento
Em 2008, Rafferty mudou-se da Califórnia e alugou brevemente uma casa na Irlanda, onde a bebida logo se tornou um problema novamente.  Em julho daquele ano, ele voou para Londres, onde se hospedou no Westbury Hotel cinco estrelas em Mayfair e começou uma bebedeira de quatro dias, durante a qual danificou bastante seu quarto. Falando mais tarde ao jornal The Independent, o diretor do hotel comentou: "Foi uma pena. Pessoalmente, o Sr. Rafferty era um homem muito simpático, era reservado e não incomodava os outros hóspedes, mas estava claramente numa espiral descendente. Estava em modo de autodestruição."  
Houve relatos conflitantes sobre o que aconteceu em seguida. O jornal Scotland on Sunday informou que Rafferty foi convidado a deixar o hotel e se internou no Hospital St. Thomas sofrendo de uma doença crônica no fígado, causada pelo consumo excessivo de álcool. O mesmo relatório afirmou que, em 1 de agosto de 2008, Rafferty desapareceu, deixando seus pertences para trás, e que o hospital havia registrado um boletim de ocorrência de desaparecimento.  Não existia nenhum relato de pessoas desaparecidas. 
Em 17 de fevereiro de 2009, o The Guardian relatou que Rafferty estava escondido no sul da Inglaterra, sendo cuidado por um amigo.  Posteriormente, o porta-voz de Rafferty, Paul Charles, disse ao The Independent que havia entrado em contato com Rafferty quinze dias antes e que ele estava vivo e bem, mas não tinha planos de gravar ou fazer turnê.  Isso foi contrariado por uma reportagem do The Daily Telegraph no dia seguinte, que citou uma declaração de seus advogados feita ao Channel 4 News: "Ao contrário dos relatos, Gerry está extremamente bem e mora na Toscana há seis meses... ele continua a compor e gravar novas canções e músicas... e espera lançar um novo álbum de seu trabalho mais recente no verão deste ano [2009]."   O álbum, intitulado Life Goes On, foi lançado em novembro de 2009. 
Depois de deixar o Hospital St. Thomas, e embora alegasse estar na Toscana, ele estava se mudando de um hotel em Londres para outro. Durante esse tempo, ele conheceu Enzina Fuschini, uma artista italiana que vivia em Dorset. Rafferty e Fuschini alugaram uma grande casa juntos em Upton, perto de Poole.  Fuschini disse que cuidou do cantor durante 2009 e tentou ajudá-lo a superar o alcoolismo, e que ele a pediu em casamento no Hotel Ritz em Paris na véspera de Natal daquele ano. 

## Morte
Em novembro de 2010, Rafferty foi internado no Royal Bournemouth Hospital, onde foi colocado em uma máquina de suporte de vida e tratado por falência múltipla de órgãos. Depois de ter sido desligado do suporte de vida, Rafferty recuperou por um curto período de tempo, e os médicos pensaram que ele poderia recuperar.  Rafferty morreu de insuficiência hepática na casa de sua filha Martha em Stroud, Gloucestershire, em 4 de janeiro de 2011. Ele tinha 63 anos.  
Uma missa de réquiem foi realizada para Rafferty na Catedral de St Mirin, em sua cidade natal, Paisley, em 21 de janeiro de 2011. A missa foi transmitida ao vivo pela Internet. Os políticos presentes foram o Primeiro-Ministro da Escócia, Alex Salmond MSP, Wendy Alexander MSP, Hugh Henry MSP e Robin Harper MSP. Os músicos presentes incluíam Craig e Charlie Reid do The Proclaimers, os ex-companheiros de banda Joe Egan e Rab Noakes, Barbara Dickson e Graham Lyle. O elogio foi feito pelo amigo de longa data de Rafferty, John Byrne. Seus restos mortais foram cremados no Crematório Woodside em Paisley  e suas cinzas espalhadas em Iona.  Rafferty deixou sua filha Martha, sua neta Celia e seu irmão Jim. 

### Testamento e disputa legal sobre patrimônio
Em outubro de 2011, os jornais relataram que a família imediata de Rafferty era beneficiária de sua doação de £ 1,25 milhões de propriedades. Rafferty aparentemente não mudou seu testamento depois de conhecer Enzina Fuschini em 2008 e não deixou nada para ela. Fuschini contestou o testamento, mas mais tarde foi relatado que ela havia perdido o caso e £75.000 em custas judiciais foram atribuídas a ela. 

## Homenagens e legado
Os jornais publicaram longos obituários para o cantor; no The Guardian, Michael Gray traçou a longa espiral descendente de Rafferty em direção ao alcoolismo,  enquanto um obituário de página inteira no The Times resumiu sua carreira de forma mais positiva: "Além de ser um cantor de talento considerável que em certa época teve o mundo pop a seus pés, Gerry Rafferty também foi um compositor consumado, abençoado com sensibilidade e um talento melódico invejável que, no seu melhor, lembrava Paul McCartney." 
Outros artistas também prestaram homenagem a Rafferty, com o comediante e ex-colega de banda Billy Connolly chamando-o de "um compositor e cantor extremamente talentoso que fará muita falta" e o músico Tom Robinson dizendo: "Seu trabalho inicial com Stealers Wheel foi uma inspiração para toda uma geração de compositores nos anos 70, incluindo eu."  Falando após o funeral, Charlie Reid do The Proclaimers disse: "Acho que Gerry Rafferty foi uma das poucas pessoas que realmente transitou com sucesso entre os mundos da música folk e popular. Ele fez isso muito bem e foi respeitado em ambos os lados."  Barbara Dickson também prestou homenagem ao seu amigo, a quem ela descreveu como um "músico escocês luminoso e glorioso".  Finbar Furey, que conhecia Rafferty há mais de 40 anos, disse que ele "estava em uma liga completamente diferente. Ele não sabia o quão bom ele era. Ele era um dos músicos e cantores mais talentosos que já conheci, mas ele subestimou completamente seu próprio talento. Ele era um homem muito humilde." 
Pouco depois da notícia da morte do cantor, Lily Allen tuitou a mensagem "Descanse em paz, Gerry x" com um link de vídeo para a música "Right Down the Line", supostamente uma de suas faixas musicais favoritas.  A estrela do electropop Elly Jackson descreveu "Right Down the Line" como "minha faixa favorita de todos os tempos. Ela me faz pensar em casa, nostalgia e felicidade." 
Em novembro de 2012, a cidade natal de Rafferty, Paisley, prestou homenagem ao cantor nomeando uma rua na área de Shortroods de "Gerry Rafferty Drive". Gordon Laurie, diretor da associação de habitação responsável pelo projeto, comentou: "É uma homenagem adequada a um músico brilhante que vive através da sua música." 
Em janeiro de 2013, a BBC Radio 2 retransmitiu seu programa de 2012 "Bring It All Home – Gerry Rafferty Remembered", que havia sido gravado ao vivo no Celtic Connections em Glasgow e apresentado por Ricky Ross. Artistas contribuintes incluíam seu amigo Rab Noakes, The Proclaimers, Barbara Dickson, Ron Sexsmith, Jack Bruce, Paul Brady, Emma Pollock, James Vincent McMorrow e Betsy Cook. O guitarrista de Rafferty, Hugh Burns, o multi-instrumentista Graham Preskett e o saxofonista Mel Collins também foram apresentados. 

## Discografia
- Can I Have My Money Back? (1971)
- City to City (1978)
- Night Owl (1979)
- Snakes and Ladders (1980)
- Sleepwalking (1982)
- North and South (1988)
- On a Wing and a Prayer (1992)
- Over My Head (1994)
- Another World (2000)
- Life Goes On (2009)
- Rest in Blue (2021)